# Peruphasma anakenum
Peruphasma anakenum är en insektsart som beskrevs av Oskar V.Conle och Frank H.Hennemann 2002. Peruphasma anakenum ingår i släktet Peruphasma och familjen Pseudophasmatidae. Inga underarter finns listade i Catalogue of Life.